# Johan Silfverberg
Johan Silfverberg var en svensk snickare och träsnidare.
Silfverberg var bosatt och verksam i Forsed, Västernorrlands län, under 1700-talets slut. För Toråkers kyrka i Gävleborgs län utförde han en läktare med träsniderier 1786.